# Форбуш-эффект
Форбуш-эффект (англ. Forbush-effect), эффект Форбуша — кратковременное и резкое понижение интенсивности галактических космических лучей. Эффект объясняется повышенным рассеянием галактических космических лучей возмущениями межпланетного магнитного поля, переносимыми солнечным ветром от Солнца к границам гелиосферы.
Так как во время прохождения возмущений межпланетного магнитного поля, в частности, магнитного облака, образованного выбросом корональной массы на Солнце, может происходить и Форбуш-эффект, и магнитная буря, эти эффекты часто наблюдаются одновременно.
Был открыт американским физиком Скоттом Форбушем в 1937 году.
Наиболее ярко эффект Форбуша наблюдался в июле 1959 г., в ноябре 1960 г., в августе 1972 г., в феврале и мае 1978 г., в августе-сентябре 1979 г., в мае и октябре 1981 г., в июле 1982 г. (по данным 1985 г.). С 1957 года по сентябрь 2011 года сетью нейтронных мониторов было зарегистрировано 53 значительных проявления Форбуш-эффекта.